# Bontoc-igoroter
Bontoc-igoroter er en dokumentarfilm fra 1952 instrueret af Hakon Mielche.

## Handling
På den nordlige del af Philipinerøen Luzon i nærheden af landsbyen Balili, bor en stamme - Bontoc Igoroterne - som tilhører den mongolske race. De var tidligere hovedjægere, hvilket man endnu kan mindes ved at betragte deres skjolde, som har en sådan form, at de er velegnede til at holde fjenden presset mod jorden, men hans hoved afhugges. Dr. Birket-Smith har sammen med Galatheaekspeditionens fotograf, Peter Rasmussen, boet nogen tid hos stammen.